# Morre (Doubs)
Morre ist eine französische Gemeinde mit 1321 Einwohnern (Stand: 1. Januar 2022) im Département Doubs in der Region Bourgogne-Franche-Comté. Sie gehört zum Arrondissement Besançon und ist Mitglied im Gemeindeverband Grand Besançon Métropole. Die Bewohner werden Morriers und Morrières genannt.

## Geographie
Morre liegt auf 340 m, etwa drei Kilometer ostsüdöstlich der Stadt Besançon (Luftlinie). Das Dorf erstreckt sich im westlichen Jura im Taleinschnitt des Val d’Enfer südlich des Doubstals, umgeben von den Höhen der Jura-Randkette (Côte).
Die Fläche des 5,27 km² großen Gemeindegebiets umfasst einen Abschnitt des westlichen französischen Juras. Der nördliche Teil des Gebietes weist größere Reliefunterschiede auf und wird vom Val d’Enfer eingenommen. Dieses Tal ist in die Jura-Randkette eingetieft, die in geologisch-tektonischer Hinsicht eine Antiklinale des Faltenjuras bildet. Es öffnet sich nach Norden zum Doubstal, wobei der Gemeindebann an einer Stelle bis an den Fluss hinunterreicht. Flankiert wird das Val d’Enfer im Westen vom Mont des Buis (465 m), im Osten von der Höhe von Montfaucon. Auf der Côte wird mit 490 m die höchste Erhebung von Morre erreicht. Nach Süden erstreckt sich das Gemeindeareal über die Passhöhe Trou du Loup (440 m) bis in die Ebene des sogenannten ersten Juraplateaus, die durchschnittlich auf 380 m liegt. Hier hat Morre Anteil am ausgedehnten Sumpfgebiet Marais de Saône.
Zu Morre gehört der Weiler La Couvre (385 m) am Südfuß der Jura-Randkette am Rand des Marais de Saône. Nachbargemeinden von Morre sind Montfaucon im Norden, Saône im Osten, La Vèze und Fontain im Süden sowie Besançon im Westen.

## Geschichte
Durch das Gemeindegebiet von Morre führte der römische Handelsweg von Vesontio (Besançon) über den Jura ins Schweizer Mittelland. Überreste sind noch heute sichtbar. Der Ortsname leitet sich wahrscheinlich von Maiodurum (großes Tor) und mayorre (Fels) ab. Im Mittelalter unterstand Morre der Herrschaft Montfaucon. Zusammen mit der Franche-Comté gelangte das Dorf mit dem Frieden von Nimwegen 1678 definitiv an Frankreich.

## Sehenswürdigkeiten

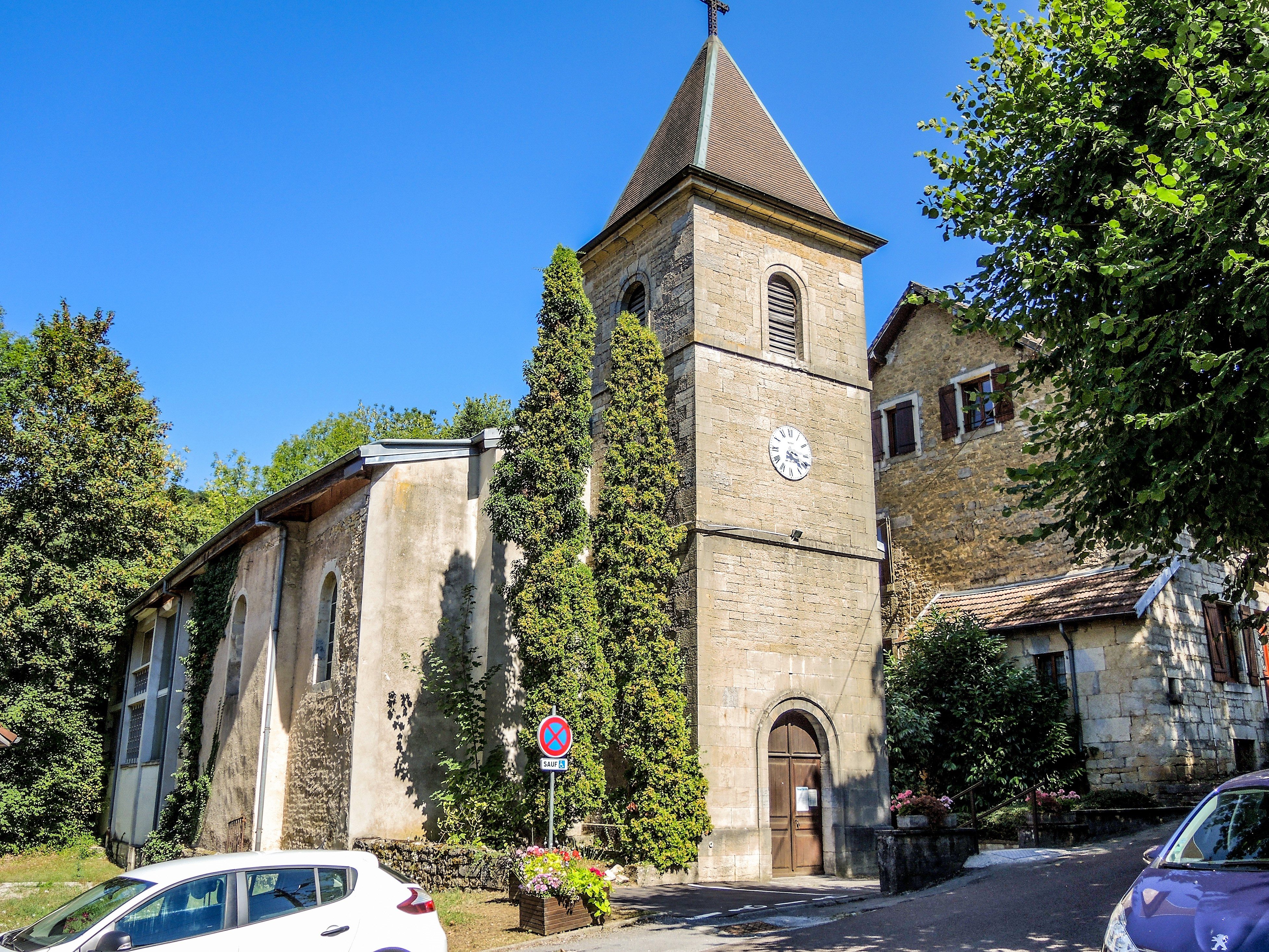
Kirche Saint-Fort

Auf dem Kamm des Mont des Buis befinden sich die Kapelle Notre-Dame de Libération und ein Fort, das Ende des 19. Jahrhunderts als Teil des Festungssystems um Besançon erbaut wurde.

## Bevölkerung
| Jahr                       | 1962 | 1968 | 1975 | 1982 | 1990 | 1999 | 2004 | 2016 |
| Einwohner                  | 435  | 667  | 1176 | 1009 | 998  | 1154 | 1213 | 1354 |
| Quellen: Cassini und INSEE |      |      |      |      |      |      |      |      |

Mit 1321 Einwohnern (Stand 1. Januar 2022) gehört Morre zu den kleineren Gemeinden des Départements Doubs. Nachdem die Einwohnerzahl in der ersten Hälfte des 20. Jahrhunderts stets im Bereich zwischen 300 und 390 Personen gelegen hatte, wurde in den 1960er und 1970er Jahren ein markantes Bevölkerungswachstum verzeichnet. Die Einwohnerzahl hatte sich in dieser Zeit vervierfacht. Danach wurde ein leichter Bevölkerungsrückgang beobachtet, bevor in den letzten Jahren wieder ein Wachstum einsetzte.

## Wirtschaft und Infrastruktur
Morre war bis weit ins 20. Jahrhundert hinein ein vorwiegend durch die Landwirtschaft (Ackerbau, Obstbau und Viehzucht) geprägtes Dorf. Daneben gibt es heute einige Betriebe des lokalen Kleingewerbes. Morre ist Standort des Institut rural d’éducation et d’orientation (IREO). Mittlerweile hat sich das Dorf auch zu einer Wohngemeinde gewandelt. Viele Erwerbstätige sind deshalb Wegpendler, die in der Agglomeration Besançon ihrer Arbeit nachgehen.
Die Ortschaft ist verkehrstechnisch gut erschlossen. Sie liegt an der Hauptstraße N57, die von Besançon über die Passhöhe des Trou du Loup nach Pontarlier führt. Der nächste Anschluss an die Autobahn A36 befindet sich in einer Entfernung von ungefähr elf Kilometern. Weitere Straßenverbindungen bestehen mit Montfaucon und Fontain. Morre besitzt auch einen Bahnhof an der Eisenbahnstrecke Besançon–Le Locle.